# Donata Pancaldi
Donata Pancaldi (25 ottobre 1989) è una calciatrice italiana, difensore svincolata.

## Carriera
Dopo aver giocato nel ruolo di centrocampista in Serie C fino alla stagione 2008-2009 nell'Ancora Bologna, nell'estate 2009 viene contattata dalla dirigenza del Dinamo Ravenna che aveva terminato la stagione precedente con un lusinghiero quarto posto in Serie A2.
Donata Pancaldi decide quindi di cogliere l'opportunità di accedere al secondo livello del campionato italiano femminile di calcio vestendo la maglia giallorossa delle ravennati nella stagione 2008-2009 contribuendo, ancora come centrocampista, a far nuovamente raggiungere la squadra al quarto posto del Girone A. Al termine della stagione decide di lasciare la società con un tabellino personale di 21 presenze su 22 partite ed una rete all'attivo.
Nell'estate 2009 decide di investire nelle possibilità dell'altra squadra femminile di Ravenna firmando un contratto con il San Zaccaria ripartendo dalla Serie B, campionato dell'allora terzo livello nella struttura calcistica femminile. Negli schemi delle biancorosse viene cambiata di ruolo, ritenuta più necessaria come difensore, e centra alla sua prima stagione il passaggio di livello in Serie A2 rimanendo nel campionato cadetto anche dopo la ristrutturazione che elimina l'A2 ripristinando la B come secondo livello, e centrando al termine della sua quarta stagione con il San Zaccaria, la 2013-2014, la conquista della Serie A, prima volta in carriera per lei e la società.

## Palmarès
- Campionato italiano di Serie B: 2

San Zaccaria: 2009-2010, 2013-2014